# Бехи (станція)
Бехи — проміжна залізнична станція 5-го класу Коростенської дирекції Південно-Західної залізниці на лінії Коростень — Овруч між станціями Сокорики (6 км) та Ігнатпіль (8 км).
Розташована у Коростенському районі Житомирської області біля села Бехи.

## Історія
Станція виникла 1929 року. На 1 жовтня 1941 року числиться в списку населених пунктів Житомирської області, підпорядкована Михайлівській сільській управі Коростенського району. На 1 вересня 1946 року як самостійне поселення не значилося.

## Пасажирське сполучення
На станції Бехи зупиняються приміські поїзди.